# Saint Anthony FC
El Saint Anthony FC fue un equipo de fútbol de Liberia que jugó en la Premier League de Liberia, la liga de fútbol en importancia en el país.

## Historia
Fue fundado en el año 1991 en la capital Monrovia y sus mejores años fueron a inicios del siglo XXI, cuando formó parte de la Premier League de Liberia, en la que jugaron por primera vez en la temporada 1999/2000.
A nivel internacional participó en un torneo continental, la Copa CAF 2000, que abandonaron cuando iban a enfrentar en la primera ronda al Wydad Casablanca de Marruecos.
El club desapareció en el año 2003 luego de fusionarse con el Monrovia Black Star debido al poco apoyo financiero que recibía el club, aunque al principio el dueño del club Adolph Lawrence hizo todo lo posible por evitar la fusión.

## Participación en competiciones de la CAF
- Copa CAF: 1 aparición

2000 - abandonó en la primera ronda